# Félix Antoine de Bethune
Félix Antoine Joseph de Bethune (Kortrijk, 12 juni 1789 - aldaar, 28 september 1880) was een Belgisch politicus voor de Katholieke Partij en was in 1830 lid van het Nationaal Congres en senator.

## Levensloop
Bethune was de zoon van handelaar Jean-Baptiste Bethune (1757-1791) en van Thérèse Delebecque (1768-1844). Na de vroegtijdige dood van Jean-Baptiste hertrouwde de weduwe met François van Ruymbeke (1770-1840), vooraanstaande Kortrijkse lijnwaadhandelaar, die in de Franse tijd burgemeester en in de Hollandse tijd schepen van Kortrijk was. Stiefvader van Ruymbeke werd in 1831 tot senator verkozen, maar weigerde het ambt te aanvaarden. Hij is het die rond 1800 het kasteel van Marke bouwde, dat al meer dan twee eeuwen de thuisbasis is van de familie de Bethune.
Felix doorliep de humaniora in Parijs, in het College 'Beatae Mariae'. Hij nam vanaf 1810 de handel in lijnwaad van zijn moeder over en trouwde in 1816 met de Rijselse Julie de Renty (1791-1856). Ze hadden 5 kinderen, onder wie de vermaarde architect en glazenier Jean Bethune, de kanunnik en huisprelaat Felix de Bethune en de politicus Paul de Bethune. Hij was 91 toen hij stierf.
Na de openbare ambten te hebben verlaten, trok Bethune zich terug op zijn buitenverblijf, het kasteel van Marke. Een van degenen die hij er vaak ontving, was Guido Gezelle. Toen hij in 1872 naar Kortrijk verplaatst werd, was er een periode tijdens dewelke de dichter bijna wekelijks tafelde met de baron. Hij knoopte er ook vriendschap aan met diens zoon, Jean Bethune, die hij waarschijnlijk al vroeger kende vanuit de neogotische beweging en de belangstelling die Gezelle hiervoor in Rond den Heerd uitte.
Gezelle schreef een lang en warm huldedicht, gewijd aan Felix Bethune, naar aanleiding van zijn overlijden in 1880, dat aanving als volgt:
Ik heb gekend dien ouden, grijsgedaagden, 

dien fellen, goeden, welgezinden man, 

dien blijden ouderling, dien sterken onversaagden, 

dien edelen mensch, dien christenen, 'k En kan (...) 

## Adel
In 1845 werd Bethune in de Belgische erfelijke adel opgenomen met de bij eerstgeboorte overdraagbare titel van ridder.
In 1855 werd hem de baronstitel toegekend, eveneens overdraagbaar bij eerstgeboorte. In 1871 werd de titel uitgebreid tot alle nakomelingen, zowel mannen als vrouwen.
In 1866 kende het Vaticaan aan Felix de titel van pauselijk graaf toe, overdraagbaar op de oudste mannelijke nakomeling.

## Politieke loopbaan
Hij werd 'adjoint au maire' van Kortrijk in 1814. Hij werd vervolgens gemeenteraadslid (vanaf 1825) en van 1836 tot 1854 was hij burgemeester. Tijdens de revolutiedagen van 1830 en tot in 1836 was hij kolonel-commandant van de Kortrijkse burgerwacht en van 1834 tot 1836 voorzitter van de Kamer van Koophandel.
Hij werd tot lid verkozen van het Nationaal Congres in 1830, voor het arrondissement Kortrijk. Hij nam regelmatig aan de bijeenkomsten deel maar kwam niet tussen tijdens de debatten. Soms was hij afwezig zoals bij de stemming die de onafhankelijkheidsverklaring goedkeurde of bij de verkiezing van een regent. Wel was hij er om de eeuwigdurende uitsluiting van de Nassaus goed te keuren. Bij de eerste stemronden voor een koning stemde hij voor de outsider, Karel van Oostenrijk-Teschen. In juni stemde hij voor Leopold van Saksen-Coburg en in juli aanvaardde hij het Verdrag der XVIII artikelen.
Hij werd in 1845 ook nog verkozen tot senator (1845-1870), namens de Katholieke Partij. In tegenstelling tot zijn stiefvader nam hij het ambt wel op. Hij vertegenwoordigde tot 1870 het arrondissement Kortrijk en werd als senator opgevolgd door zijn zoon Paul.

## Voetnoten
1. ↑  ODIS; geraadpleegd op: 11 augustus 2022; ODIS-identificatiecode: PS_27218.
2. ↑   Door verschillende vonnissen tussen 1903 en 1907 werd de naam 'Bethune' gerectificeerd in 'de Bethune' voor alle overleden en levende leden van de familie vanaf de voorvader Pierre de Bethune (1672-1735).
3. ↑   Verzameld dichtwerk, Deel I, blz.336.

- International Standard Name Identifier: 0000 0004 1853 9012
- Réseau des bibliothèques de Suisse occidentale: 02-A005859517
- Virtual International Authority File: 305224043